# 長井貞秀
長井 貞秀（ながい さだひで）は、鎌倉時代後期の政治家・武将。

## 略歴
父は鎌倉幕府評定衆の長井宗秀。母は北条実時（金沢実時）の娘。
北条氏得宗家当主（鎌倉幕府第9代執権）の北条貞時より偏諱を受け、貞秀と名乗る。
永仁2年（1294年）3月5日に従六位蔵人となる。その後、中務少輔、兵庫頭と昇進した。嘉元4年（1306年）4月25日、将軍久明親王の代官として鶴岡八幡宮、伊豆・筥根二所権現に参詣する。また縁戚（母方の従兄弟）の北条貞顕（金沢貞顕）と交流があり、文化活動に貢献した。延慶元年（1308年）に死去。年齢は30歳前後だったと推定されている。